# Actium bifoveatum
Actium bifoveatum är en skalbaggsart som beskrevs av Thomas Casey 1897. Actium bifoveatum ingår i släktet Actium och familjen kortvingar. Inga underarter finns listade i Catalogue of Life.